# 国立病院機構肥前精神医療センター
独立行政法人国立病院機構肥前精神医療センター（どくりつぎょうせいほうじんこくりつびょういんきこうひぜんせいしんいりょうセンター）は、佐賀県神埼郡吉野ヶ里町にある医療機関。独立行政法人国立病院機構が運営する。

## 診療科
- 内科
- 精神科
- 神経科
- 小児科（休診中）
- 外科（休診中）
- リハビリテーション科
- 歯科

## 病院機能
- 医療観察法指定入院機関
- 依存症専門医療機関

## 沿革
- 1945年 - 国立肥前療養所が開業する。
- 2004年 - 独立行政法人国立病院機構肥前医療センターに改称。

## 交通アクセス
- JR九州長崎本線神埼駅・吉野ケ里公園駅からタクシー
  - 神埼駅から送迎バスあり
- 長崎自動車道東脊振インターチェンジから車で3分